# Gus Van Sant
Gus Van Sant, właściwie Gus Green Van Sant Jr. (ur. 24 lipca 1952 w Louisville) – amerykański reżyser, scenarzysta i producent filmowy, twórca kina niezależnego. Dwukrotnie nominowany do Oscara za najlepszą reżyserię za filmy Buntownik z wyboru (1997) i Obywatel Milk (2008). Laureat Złotej Palmy na 56. MFF w Cannes za film Słoń (2003).
Van Sant koncentruje się głównie na mrokach życia – bohaterami swoich filmów czyni rozmaitych wykolejeńców i outsiderów, ludzi żyjących na peryferiach życia.

## Kariera
Pierwsze kroki w kinie stawiał, realizując filmy krótkometrażowe, w tym debiutancki The Discipline of D.E. (1982). Jego debiutem fabularnym była Zła noc (1986), zrealizowana jedynie za 25 tysięcy dolarów. Film przyniósł mu rozgłos, ale Van Sant nie chciał pozostać jedynie w kręgu kina homoseksualnego. Jego następny film, Narkotykowy kowboj (1989), trafił już do szerokiej dystrybucji, a kolejny zrealizowany projekt – Moje własne Idaho (1991) z Riverem Phoenixem i Keanu Reevesem w rolach głównych – zyskał miano dzieła kultowego.
Po zdobyciu uznania ze strony międzynarodowej krytyki, Van Sant pojawił się na krótko w Hollywood i wraz z młodymi twórcami, Mattem Damonem i Benem Affleckiem, zrealizował nagrodzonego dwoma Oscarami Buntownika z wyboru (1997). Pomimo wielkiego sukcesu komercyjnego tego filmu, Van Sant zdecydował się na powrót do swojej wczesnej konwencji i nakręcił kameralnego Gerry’ego (2003) – poetycką opowieść o podróży dwóch przyjaciół przez amerykańską pustynię. Jego następny film w podobnym oszczędnym stylu, Słoń (2003), zdobył Złotą Palmę na 56. MFF w Cannes. Biograficzny dramat Ostatnie dni (2005) opowiadał o ostatnich dniach życia lidera zespołu rockowego Blake'a, wzorowanego na Kurcie Cobainie.
Jako wielki miłośnik rocka, zrealizował teledyski m.in. dla Red Hot Chili Peppers, Eltona Johna i Davida Bowie. Wystąpił także gościnnie w komedii Kevina Smitha Jay i Cichy Bob kontratakują (2001), serialu HBO Ekipa (2008), skeczu IFC Portlandia (2011) i thrillerze Paula Schradera The Canyons (2013) jako dr Campbell, psychoterapeuta Christiana (James Deen).
Otwarcie przyznaje się do swojego homoseksualizmu.

## Filmy fabularne
- 1986: Zła noc (Mala Noche)
- 1989: Narkotykowy kowboj (Drugstore Cowboy)
- 1991: Moje własne Idaho (My Own Private Idaho)
- 1993: I kowbojki mogą marzyć (Even Cowgirls Get the Blues)
- 1995: Za wszelką cenę (To Die For)
- 1997: Buntownik z wyboru (Good Will Hunting)
- 1998: Psychol (Psycho)
- 2000: Szukając siebie (Finding Forrester)
- 2002: Gerry
- 2003: Słoń (Elephant)
- 2005: Ostatnie dni (Last Days)
- 2007: Paranoid Park
- 2008: Obywatel Milk (Milk)
- 2011: Restless
- 2012: Promised Land
- 2015: Morze drzew (The Sea of Trees)
- 2018: Bez obaw, daleko nie zajdzie (Don't Worry, He Won't Get Far on Foot)

## Filmy krótkometrażowe
- 1967: Fun with a Bloodroot – 2 min. 20 sekund, 8 mm
- 1971: The Happy Organ – 20 min., 16 mm
- 1972: Little Johnny – 40 sekund, 16 mm
- 1973: 1/2 of a Telephone Conversation – 2 min., 16 mm
- 1975: Late Morning Start – 28 min., 16 mm
- 1978: The Discipline of DE – 9 min., 16 mm, adaptacja: William S. Burroughs
- 1981: Alice in Hollywood – 45 min., 16 mm
- 1982: The Discipline of D.E. – 9 min.
- 1982: My Friend – 3 min., 16 mm
- 1983: Where'd She Go? – 3 min., 16 mm
- 1984: Nightmare Typhoon – 9 min., 16 mm
- 1984: My New Friend – 3 min., 16 mm
- 1985: Ken Death Gets Out of Jail – 3 min., 16 mm
- 1986: Five Ways to Kill Yourself – 3 min., 16 mm
- 1991: Thanksgiving Prayer – 2 min., 35 mm, scenariusz: William S. Burroughs
- 1996: Four Boys in a Volvo – 4 min.
- 2006: Zakochany Paryż (Paris, je t'aime) – nowela "Le Marais"
- 2007: Kocham kino (To Each His Own Cinema) – nowela "First Kiss" – 3 min.
- 2008: 8 – nowela "Mansion on the Hill"

## Teledyski
| Rok  | Tytuł                         | Artysta                                                 |
| ---- | ----------------------------- | ------------------------------------------------------- |
| 1990 | "Thanksgiving Prayer"         | William S. Burroughs                                    |
| 1990 | "Fame '90"                    | David Bowie                                             |
| 1991 | "I'm Seventeen"               | Tommy Conwell & The Young Rumblers                      |
| 1992 | "Under the Bridge"            | Red Hot Chili Peppers                                   |
| 1992 | "Bang Bang Bang"              | Tracy Chapman                                           |
| 1992 | "Runaway"                     | Deee-Lite                                               |
| 1992 | "The Last Song"               | Elton John                                              |
| 1993 | "San Francisco Days"          | Chris Isaak                                             |
| 1993 | "Just Keep Me Moving"         | k.d. lang                                               |
| 1993 | "Creep" (wersja alternatywna) | Stone Temple Pilots                                     |
| 1995 | "Understanding"               | Candlebox                                               |
| 1996 | "The Ballad of the Skeletons" | Allen Ginsberg/Paul McCartney, Philip Glass, Lenny Kaye |
| 1998 | "Weird"                       | Hanson                                                  |
| 2005 | "Who Did You Think I Was?"    | John Mayer Trio                                         |
| 2007 | "Desecration Smile"           | Red Hot Chili Peppers                                   |

## Nagrody
- Złota Malina Najgorsza reżyseria: 1998: Psychol
- Nagroda na MFF w Cannes
  - Złota Palma: 2003: Słoń
  - Najlepsza reżyseria: 2003: Słoń
  - Nagroda Specjalna Jury: 2007: Paranoid Park
  - Nagroda Francuskiego Systemu Edukacji Narodowej: 2003: Słoń
- Nagroda na MFF w Berlinie
  - Nagroda Gildii Niemieckich Kin Arthousowych: 2001: Szukając siebie
  - Nagroda Międzynarodowego Stowarzyszenia Kin Artystycznych (forum "Nowe Kino"): 1990: Narkotykowy kowboj
  - Nagroda Teddy za najlepszy film krótkometrażowy poświęcony gejom i lesbijkom: 1987: My New Friend, Psychol